# Vezels-Roussy

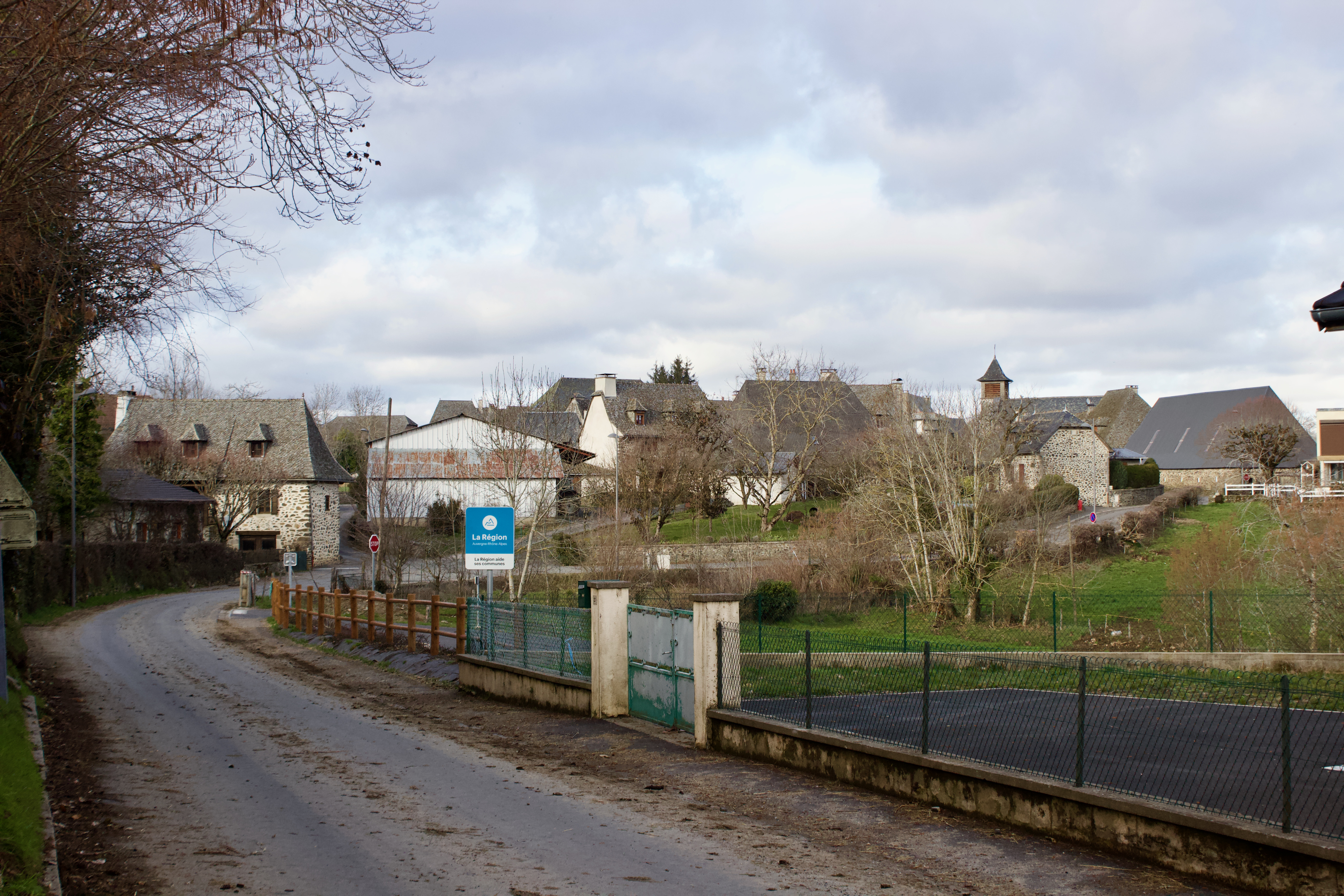
Ortseingang von Vezels-Roussy

Vezels-Roussy (okzitanisch Vesèls e Rossin) ist ein französischer Ort und eine Gemeinde mit 131 Einwohnern (Stand 1. Januar 2022) im Département Cantal in der Region Auvergne-Rhône-Alpes (vor 2016 Auvergne). Die Gemeinde gehört zum Arrondissement Aurillac und zum Kanton Vic-sur-Cère (bis 2015 Aurillac-3).

## Lage
Vezels-Roussy gehört zur historischen Region des Cantalès und liegt etwa 20 Kilometer südöstlich vom Stadtzentrum von Aurillac. An der östlichen Gemeindegrenze liegen der Fluss Goul und sein Zufluss Rasthène. Umgeben wird Vezels-Roussy von den Nachbargemeinden Labrousse im Norden und Nordwesten, Cros-de-Ronesque im Nordosten, Taussac im Osten, Murols im Süden, Leucamp im Südwesten sowie Teissières-lès-Bouliès im Westen.

## Bevölkerungsentwicklung
| Jahr                       | 1962 | 1968 | 1975 | 1982 | 1990 | 1999 | 2006 | 2011 | 2016 |
| Einwohner                  | 275  | 203  | 149  | 124  | 120  | 143  | 156  | 147  | 133  |
| Quellen: Cassini und INSEE |      |      |      |      |      |      |      |      |      |

## Sehenswürdigkeiten
- Kirche Saint-Barthélemy